# Open de Grande-Bretagne de snooker 2023
L'Open de Grande-Bretagne 2023 est un tournoi de snooker classé comptant pour la saison 2023-2024.
L'épreuve se tient du 25 septembre 2023 au 1er octobre 2023 à la salle The Centaur de Cheltenham, en Angleterre. Elle est organisée par la WPBSA.

## Déroulement

### Contexte avant le tournoi
Le tenant du titre est Ryan Day, il s'était imposé l'an passé contre Mark Allen 10-7 en finale. 
Le tirage au sort est maintenu, il est effectué entre chaque tours, de sorte que les têtes de série peuvent s'affronter dès leurs premiers matchs.

### Faits marquants
Le n°113 mondial Hammad Miah crée la surprise en éliminant Judd Trump au deuxième tour, à l'issue d'une manche décisive. Au même stade de la compétition, Jack Lisowski élimine Shaun Murphy grâce à un break de 63 points dans l'ultime manche, alors qu'il était mené 62-0.
Lors des 8es de finale, Mark Selby et David Gilbert doivent se départager sur la bille noire lors de la manche décisive. Gilbert empoche malencontreusement la bille blanche et offre la victoire à Selby.
Mark Williams remporte ce tournoi pour la troisième fois de sa carrière, en battant Mark Selby sur le score de 10 manches à 7 en finale. A presque 49 ans, il devient le deuxième joueur le plus âgé à remporter un tournoi classé, derrière Ray Reardon, une autre légende galloise du snooker.

## Dotation
La répartition des prix est la suivante :
- Vainqueur : 100 000 £
- Finaliste : 45 000 £
- Demi-finalistes : 20 000 £
- Quart de finalistes : 12 000 £
- 8es de finalistes : 7 000 £
- 16es de finalistes : 5 000 £
- 32es de finalistes : 3 000 £
- Meilleur break : 5 000 £

Dotation totale : 470 000 £

## Qualifications
Ces matchs ont lieu du 14 au 19 août 2023 à la Morningside Arena de Leicester, en Angleterre, hormis les matchs des seize têtes de série qui se déroulent à la salle The Centaur de Cheltenham le 25 septembre 2023. Ils sont tous disputés au meilleur des sept manches.
| Alfie Burden           | 2-4 | Ken Doherty           |
| Lukas Kleckers         | 1-4 | Si Jiahui             |
| Dominic Dale           | 4-1 | Mark Joyce            |
| Ma Hai Long            | 4-2 | Ian Burns             |
| Manasawin Phetmalaikul | 1-4 | Ishpreet Singh Chadha |
| Jenson Kendrick        | 1-4 | David Grace           |
| Hammad Miah            | 4-3 | Zhou Yuelong          |
| Andrew Higginson       | 1-4 | Andy Hicks            |
| Ben Woollaston         | 2-4 | Mark Selby            |
| James Cahill           | 1-4 | Tom Ford              |
| Gary Wilson            | 4-1 | Ahmed Aly Elsayed     |
| Oliver Brown           | 4-3 | Himanshu Dinesh Jain  |
| Xu Si                  | 4-0 | Ricky Walden          |
| Rod Lawler             | 4-2 | Sam Craigie           |
| Jiang Jun              | 2-4 | Robert Milkins        |
| Robbie Williams        | 4-0 | Pang Junxu            |
| Liam Pullen            | 0-4 | Oliver Lines          |
| Adam Duffy             | 1-4 | Scott Donaldson       |
| Anton Kazakov          | 2-4 | Judd Trump            |
| Shaun Murphy           | 4-1 | Rebecca Kenna         |
| Graeme Dott            | 4-3 | Zhang Anda            |
| Baipat Siripaporn      | 1-4 | Liu Hongyu            |
| Ali Carter             | 4-3 | Allan Taylor          |
| Joe O'Connor           | 3-4 | Jack Lisowski         |
| Rory McLeod            | 1-4 | Tian Pengfei          |
| Dylan Emery            | 1-4 | Yuan Sijun            |
| Chris Wakelin          | 4-3 | Andrew Pagett         |
| Jamie Clarke           | 1-4 | Neil Robertson        |
| Mohamed Ibrahim        | 4-3 | Mink Nutcharut        |
| Anthony Hamilton       | 4-1 | Aaron Hill            |
| Mark Allen             | 4-1 | Anthony McGill        |
| Stuart Carrington      | 3-4 | Ross Muir             |

| Sean O'Sullivan    | 0-4 | Ryan Day              |
| Kyren Wilson       | 4-1 | Martin O'Donnell      |
| Ding Junhui        | 4-3 | Luca Brecel           |
| Stuart Bingham     | 4-0 | John Astley           |
| John Higgins       | 4-1 | Long Zehuang          |
| Stephen Hendry     | 2-4 | Muhammad Asif         |
| Liam Graham        | 4-3 | Cao Yupeng            |
| Ashley Hugill      | 4-2 | Jak Jones             |
| Elliot Slessor     | 2-4 | He Guoqiang           |
| Andy Lee           | 1-4 | Hossein Vafaei        |
| David Lilley       | 1-4 | Lyu Haotian           |
| David Gilbert      | 4-1 | Ryan Thomerson        |
| Victor Sarkis      | 0-4 | Matthew Stevens       |
| Stan Moody         | 0-4 | Barry Hawkins         |
| Peng Yisong        | 1-4 | Mark Williams         |
| Thor Chuan Leong   | 4-1 | Alexander Ursenbacher |
| Wu Yize            | 4-2 | Martin Gould          |
| Xiao Guodong       | 4-2 | Marco Fu              |
| Jackson Page       | 2-4 | Ashley Carty          |
| Steven Hallworth   | 0-4 | Jimmy Robertson       |
| Matthew Selt       | 4-0 | Liam Highfield        |
| Noppon Saengkham   | 4-1 | Xing Zihao            |
| Fergal O'Brien     | 4-1 | Andres Petrov         |
| Thepchaiya Un-Nooh | 4-0 | Reanne Evans          |
| Joe Perry          | 2-4 | Sanderson Lam         |
| Jordan Brown       | 3-4 | Daniel Wells          |
| Julien Leclercq    | 4-2 | Dean Young            |
| Jamie Jones        | 4-0 | Mostafa Dorgham       |
| Mark Davis         | 3-4 | Fan Zhengyi           |
| Stephen Maguire    | 4-0 | Jimmy White           |
| Louis Heathcote    | 2-4 | Ben Mertens           |
| Michael White      | 2-4 | Zak Surety            |

## Tableau principal

### 32esde finale
Les matchs sont disputés au meilleur des sept manches.
| - Jack Lisowski 4–3 Shaun Murphy - Gary Wilson 4–3 Chris Wakelin - Ryan Day 4–1 Thor Chuan Leong - Lyu Haotian 3–4 David Gilbert - John Higgins 1–4 Robbie Williams - Stephen Maguire 2–4 Mark Williams - Fan Zhengyi 4–1 Ross Muir - He Guoqiang 4–1 Muhammad Asif - Scott Donaldson 4–0 Liam Graham - Judd Trump 3–4 Hammad Miah - Jamie Jones 0–4 Julien Leclercq - Xu Si 0–4 Ali Carter - Noppon Saengkham 2–4 Fergal O'Brien - David Grace 3–4 Sanderson Lam - Daniel Wells 2–4 Ashley Carty - Tom Ford 4–3 Ashley Hugill | - Ken Doherty 3–4 Matthew Stevens - Ma Hai Long 4–0 Mohamed Ibrahim - Tian Pengfei 2–4 Mark Selby - Robert Milkins 1–4 Barry Hawkins - Kyren Wilson 4–0 Mark Allen - Thepchaiya Un-Nooh 1–4 Oliver Lines - Oliver Brown 2–4 Hossein Vafaei - Ding Junhui 4–3 Liu Hongyu - Anthony Hamilton 0–4 Xiao Guodong - Andy Hicks 2–4 Graeme Dott - Rod Lawler 4–1 Dominic Dale - Si Jiahui 4–1 Neil Robertson - Yuan Sijun 4–0 Ben Mertens - Matthew Selt 4–1 Zak Surety - Jimmy Robertson 4–3 Wu Yize - Ishpreet Singh Chadha 4–2 Stuart Bingham |

### 16esde finale
Les matchs sont disputés au meilleur des sept manches.
| - Graeme Dott 4–0 Ashley Carty - Si Jiahui 1–4 Mark Selby - Tom Ford 4–0 Jimmy Robertson - Robbie Williams 1–4 Scott Donaldson - Ryan Day 2–4 Ali Carter - David Gilbert 4–1 Ishpreet Singh Chadha - Matthew Stevens 3–4 Fergal O'Brien - Fan Zhengyi 4–2 Rod Lawler | - Xiao Guodong 4–1 Sanderson Lam - Yuan Sijun 2–4 Hossein Vafaei - Ding Junhui 4–0 Julien Leclercq - Jack Lisowski 4–2 Matthew Selt - Gary Wilson 2–4 Mark Williams - Ma Hai Long 4–3 Hammad Miah - Oliver Lines 1–4 He Guoqiang - Barry Hawkins 4–1 Kyren Wilson |

### 8esde finale
Les matchs sont disputés au meilleur des sept manches.
- Barry Hawkins 3–4  He Guoqiang
- Graeme Dott 2–4  Hossein Vafaei
- Ding Junhui 2–4  Mark Williams
- Fan Zhengyi 4–1  Ma Hai Long
- Ali Carter 2–4  Xiao Guodong
- Tom Ford 4-1  Scott Donaldson
- David Gilbert 3–4  Mark Selby
- Jack Lisowski 4–2  Fergal O'Brien

### Quarts de finale
Les matchs sont disputés au meilleur des neuf manches.
- He Guoqiang 2–5  Hossein Vafaei
- Tom Ford 3–5  Xiao Guodong
- Mark Selby 5–4  Jack Lisowski
- Mark Williams 5–1  Fan Zhengyi

### Demi-finales
Les matchs sont disputés au meilleur des onze manches.
- Mark Williams 6–3  Hossein Vafaei
- Mark Selby 6–0  Xiao Guodong

### Finale
| Finale au meilleur des 19 manches Arbitre : Tatiana Woollaston |                          |                       |
| Mark Williams Pays de Galles                                   | 10 - 7 ( - )             | Mark Selby Angleterre |
| 2 133                                                          | Centuries Meilleur break | 1 112                 |
| Mark Williams remporte l'Open de Grande-Bretagne 2023          |                          |                       |

## Centuries

### Tableau principal
- 140  Xiao Guodong
- 138, 133, 128, 110, 109  Mark Williams
- 135, 134, 125, 120, 116, 107, 106  Hossein Vafaei
- 133, 132, 108, 102, 101, 100  Jack Lisowski
- 132, 123, 112, 110  Mark Selby
- 126, 101  Hammad Miah
- 125, 124, 116  Judd Trump
- 125  Graeme Dott
- 123, 109  He Guoqiang
- 123  Ding Junhui
- 121, 112, 104  Kyren Wilson
- 118  Robbie Williams
- 117  Liu Hongyu
- 116  John Higgins
- 114  Barry Hawkins
- 111, 111  Shaun Murphy
- 111  Zak Surety
- 107  Si Jiahui
- 107  Ali Carter
- 105  Long Zehuang
- 105  Joe O'Connor
- 105  David Gilbert
- 104  Wu Yize
- 103  Oliver Lines
- 102  Tian Pengfei
- 100  Jimmy Robertson

### Qualifications
- 136, 115  Daniel Wells
- 135  Stephen Maguire
- 134  Robbie Williams
- 129, 119  Zhang Anda
- 122  Julien Leclercq
- 114  Martin Gould
- 105  Zhou Yuelong
- 101  Ben Mertens
- 101  Thor Chuan Leong